# 小島太
小島 太（こじま ふとし、1947年4月11日 - ）は、日本中央競馬会（JRA）に所属していた元騎手、元調教師、競馬評論家。騎手、調教師時代は美浦トレーニングセンター所属であった。
1966年に騎手デビュー。若手時代から「サクラ」を冠名とする全演植所有馬の主戦騎手を務め、サクラショウリ、サクラチヨノオーによる東京優駿（日本ダービー）制覇をはじめ、1996年の引退までに八大競走・GI競走10勝を含む重賞84勝を挙げた。通算8476戦1024勝。大競走における勝負強さや独特のキャラクターから華のある騎手と見なされた一方、騎乗ミスにより数々の勝利を逃した騎手ともされ、毀誉褒貶の激しい存在であった。ファンからは「フトシ」の愛称で親しまれた。
1996年3月より調教師に転身。主な管理馬にはGI競走2勝のイーグルカフェや同3勝のマンハッタンカフェなどがいる。
調教助手の小島良太は次男、小島勝三は三男、元騎手・調教助手の小島太一は四男。また、小島の従兄弟である小島武三も厩務員である。

## 経歴

### 生い立ち
1947年、北海道斜里郡小清水町に馬商と装蹄師を兼ねる小島竹次郎、母・ツネの間に次男として生まれる。家業の関係から幼少のころより馬に親しんで育ち、草競馬にも出場していた。小学生になると夏休みには手伝いとして道営競馬に出入りし、高学年に入ってからは武芳彦（武邦彦の父）に許可を得て中央競馬の競馬場にも足を運んだ。同時期に10戦無敗の名馬トキノミノルの生涯をモデルとした映画『幻の馬』に強い感銘を受け、またNHKが放送した日本ダービーの様子（ゴールデンウエーブ優勝）などにも触れ、騎手への憧れを募らせた。
少年時代は騎手になることについて強迫的な心情を抱いており、成長期に背が伸び始めると、それ以上伸びないよう箪笥の引き出しで眠った、足が大きい子供は大きく育つという話を聞き、包帯で足を巻き付けて眠った、という話も伝えられている。騎手養成課程を受験するときも、「もし落第したら青函連絡船から飛び降りて死ぬ」という覚悟であったという。また中学生の時、小清水の町営牧場でたまたま出くわした競馬関係者という高校生に対し「東京で騎手になりたいんです」と打ち明けたところ、「無理だね。君は背が大きすぎるようだ」と突き放されたという話がある。この高校生は、後に三冠馬ミスターシービーなどを管理する松山康久で、東京から修学旅行で北海道を訪れていた。実際に小島は騎手課程受験時点で身長163cm、体重50kgと、騎手を目指すにはかなり大柄だった。
1962年秋に中央競馬の騎手養成長期課程を受験し合格。翌1963年春、中学校卒業後に騎手課程第14期生として入所した。同期生には田島良保、安田富男、目野哲也、平井雄二、池上昌弘などがいる。なかでも田島良保とは「血を分けた兄弟みたいなもの」と語る親友となり、2年次の厩舎実習は共に東京競馬場の高木良三厩舎で行った。高木厩舎からは、小島・田島が騎手課程に合格した直後から入門を誘う手紙が送られていた。父・竹次郎は当時最大の勢力であった尾形藤吉厩舎への入門を望んでいたが、小島は「一流騎手が多く所属する尾形のもとでは騎乗機会に恵まれない。自分を欲しいと言ってくれる厩舎へ行く方がいい」と主張し、騎手課程修了後にそのまま高木厩舎所属となった。これに伴い、当時高木厩舎に1頭だけ馬を預託していたさくらコマースの全演植と出会う。竹次郎が厩舎へ挨拶に訪れた際、同座していた数人の馬主のうち竹次郎は全に小島の後援を頼み、全もこれを引き受けた。

### 騎手時代

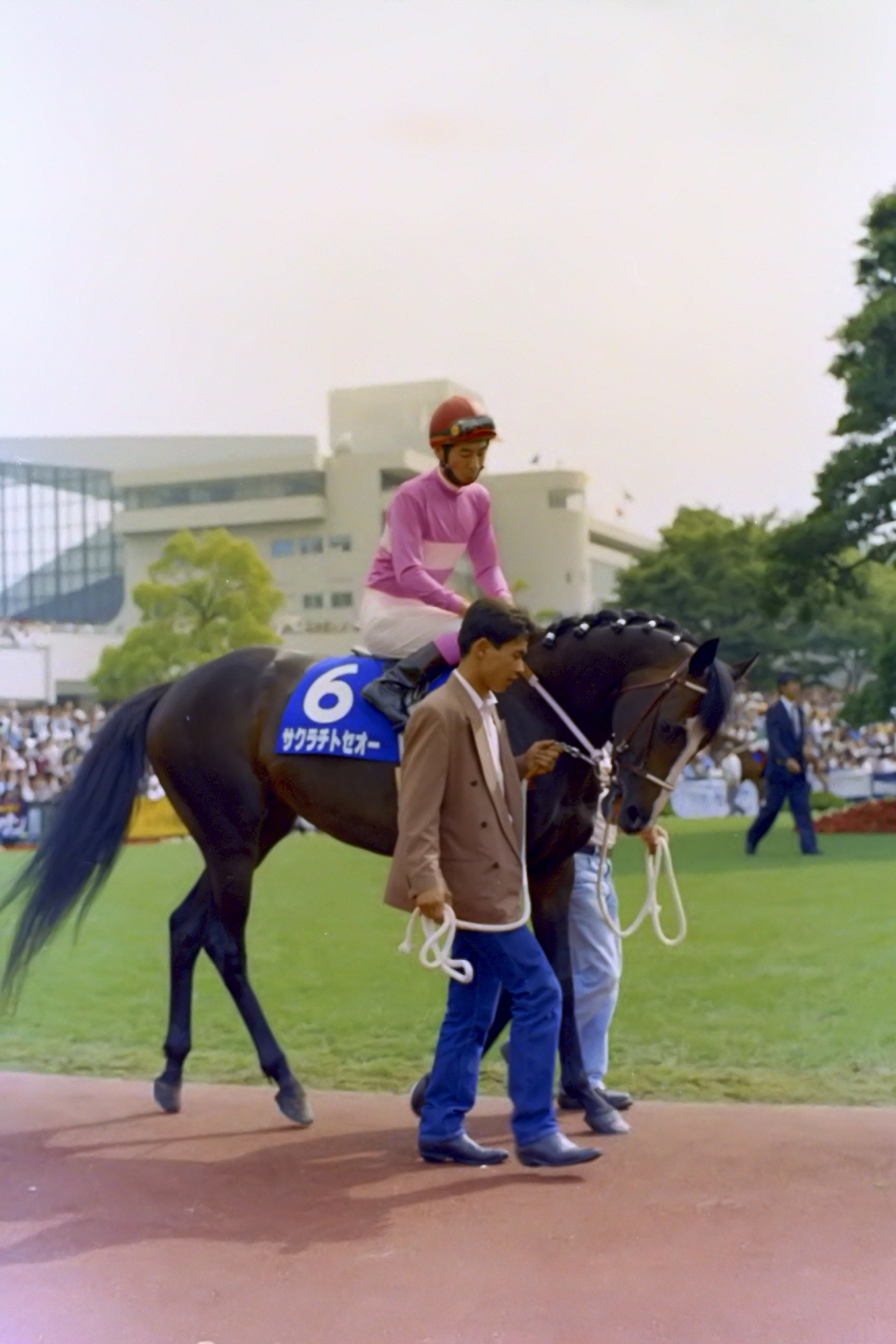
サクラチトセオーに騎乗する小島（1995年宝塚記念）

1966年3月に騎手としてデビューし、7月に初勝利を挙げた。翌年に5月にはグローリーターフで東京障害特別（春）を制し重賞初勝利を挙げ、当年重賞3勝を含む37勝と躍進。以後名騎手が揃う関東にあって頭角を現していき、1972年には48勝を挙げ、関東のリーディングジョッキー（年間最多勝騎手）となった（全国3位）。なお、前年末から流行した馬インフルエンザの影響で当年は1、2月の東京・中山開催が中止となっており、勝利数は比較的少ないものとなった。
翌1973年にはサクライワイで函館3歳ステークスを制し、全に初の重賞をもたらした。1978年には久保田彦之厩舎のサクラショウリで日本ダービーに優勝、八大競走初制覇を幼少期に憧れた競走で果たした。翌1979年にはビンゴガルー（久保田厩舎）による皐月賞優勝を含む重賞8勝を挙げ、以後も毎年の重賞勝利を重ねた。
こうした活躍の他方、1976年頃から公私に大きな変化が訪れた。同年に師匠の高木良三が病気で引退、小島は新規開業した高木の長男・嘉夫の厩舎に移籍したが、同時期に調教師・境勝太郎の長女と結婚し、全の預託馬の比重は境厩舎へ大きく傾いていった。これによって、長らく競馬界の名物ともされた「馬主・さくらコマース（全演植）、調教師・境勝太郎、騎手・小島太」のトライアングルが形成された。
1982年、第2回ジャパンカップ参戦で来日したフランス代表馬エイプリルラインのフランソワ・ブータン調教師を、小島は知人からの依頼で案内し、もてなした。ブータン師は感激し、「フランスに来て乗ってみなさい」と言い残して帰国。小島は翌年の1983年に初めてドーヴィルに遠征し、それから毎夏のようにフランスに遠征するようになった。その影響を受けて、全もフランス競馬にハマっていき、1986年には、小島が選んで全が購入したサクラレイコが、フランスの夏の３歳チャンピオン決定戦であるモルニ賞を制覇した（小島は騎乗させてもらうことができず、イー・ルグリが騎乗）。
1983年、小島は方々に預託されていたさくらコマース所有馬への騎乗を円滑にするため、高木嘉夫の厩舎を離れフリーとなる。これと同時に、全と500万円で正式な騎乗契約を交わした。当時、騎手が特定の馬主と正式契約を結ぶのは画期的な出来事であった。1986年にサクラユタカオーで天皇賞（秋）に優勝し、全の所有馬ではサクラショウリ以来の大競走制覇を遂げる。しかし間もなく小島と全は契約を解消。完全にフリーとなった小島は、塩崎利雄の紹介により、当時バブル景気に乗って高額馬を続々と購買していた早坂太吉との関係を深めていった。これをきっかけとして全との関係に齟齬が生じ始め、1987年春頃より一時的に絶縁状態となった。高木良三厩舎での弟々子である松本重春の仲介によって数ヶ月後には和解したが、関係途絶の間にサクラスターオーへの騎乗機会を失っている。小島は同馬のデビューから3戦に騎乗していたが、4戦目の弥生賞を前にして、全は小島の騎手時代の同期で同馬の管理調教師の平井へ「小島を乗せるな」という指示を出し、以後同馬には東信二が騎乗して皐月賞、菊花賞のクラシック二冠を制した。
全との復縁後は再び「サクラ」の馬で活躍をはじめ、1988年には前年に朝日杯3歳ステークスを勝利していたサクラチヨノオーで自身二度目の日本ダービー優勝を果たす。1993年12月に全が死去すると、その9日後にサクラユタカオーの仔・サクラバクシンオーでスプリンターズステークスを制覇。勝利騎手インタビューで小島は「寝ても覚めてもオヤジ（注：全）のことばかり考えていた。絶対に勝たなくちゃいけない、絶対に負けられないと思っていた。これまでの騎手人生で最高の仕事ができた。オヤジにありがとうと言いたい」と語った。以後全の所有馬は息子の全尚烈に引き継がれる。翌1994年12月4日にはサクラキャンドルによる勝利で史上13人目の通算1000勝を達成し、18日にはサクラバクシンオーでスプリンターズステークスを連覇した。
1995年秋に翌1996年2月一杯での引退を発表。その秋のGI戦線ではサクラチトセオー、サクラキャンドル兄妹で天皇賞（秋）とエリザベス女王杯に優勝し、引退を惜しむ声が数多く上がった。翌1996年2月25日をもって騎手を引退。最後の騎乗は中山牝馬ステークスでサクラキャンドルに騎乗しての9着であった。引退式ではファンの間から起きた「フトシ」コールで送られた。JRA通算8476戦1024勝、うち八大競走・GI競走10勝を含む重賞84勝。重賞勝利の半分は「サクラ」によるものであった。

### 調教師時代
1997年3月、境勝太郎の定年引退に伴い、管理を引き継ぐ形で美浦トレーニングセンターに厩舎を開業した。同年秋にはサクラローレルでフランス遠征に臨んだが、目標とした凱旋門賞の前哨戦・フォワ賞の段階で故障、引退という形となった。
調教師としては「カフェ」を冠名とする西川清とその家族の所有馬を数多く管理している。小島と西川の出会いは1995年の天皇賞（秋）に優勝した夜、寿司店でたまたま席が隣り合い競馬談義をしたことにはじまる。2000年2月にイーグルカフェが共同通信杯4歳ステークスを制し、調教師としての重賞初勝利を挙げると、5月には同馬がNHKマイルカップを制し、GI競走初勝利も果たした。2001年から2002年にかけてはマンハッタンカフェがGI競走3勝を挙げた。なお、西川（死後は息子の西川光一）使用の勝負服柄「黄、黒襷、黒袖」は、「黄色と黒を使って、空いている図案で」という注文に沿って小島の妻が考えたものである。
イーグルカフェ、マンハッタンカフェ以降はGI競走制覇から遠ざかっていたが、2002年、2004年、2006年には関東の優秀調教師賞を受賞している。
2018年2月28日付けで定年の為、調教師を引退することになった。最終日には中山競馬場で騎手時代同期の池上らとともにお別れセレモニーを実施した。

## 引退後
引退後はスポーツ報知の専属で競馬評論家として活動しており、2018年の秋華賞よりGIレースの予想を紙面で開始している。
2025年5月、初の自伝となる『賞賛と罵声と』（講談社）を上梓。この中で2023年1月に肺がんに罹患し、ステージIVの状態で治療を行っている事を公表した。

## 騎手としての特徴
通算1000勝を越えているものの、年度別の勝利数でみると自己最多勝は58勝、30代後半以降の勝利数は概ね30勝前後と、「安定した中堅騎手」という実績ではあった。しかし大舞台での勝負強さと数々の印象的な騎乗もあって「華のある男」と評され、表面的な実績以上の強い存在感を放った。寺山修司はその印象について「パリのジゴロか伯爵夫人のつばめか、とでもいった身のこなしで、背も高くなかなか粋である。美しい馬に乗って華麗なレースをする、というのが小島太の特色であり、その点でも目立つ騎手であった」と評した。また境勝太郎は「勝負強いというのか、重賞や大レースでそつなく乗って、いい結果を出すところが大向こう受けした理由だろう」としている。
他方、人気馬に騎乗してあっけなく敗れることも度々あった。江面弘也は小島を評して「負けっぷりがいい、とでも言うのだろうか。小島太という騎手は不思議と負けたときの印象が強い騎手だった。それゆえに罵声を浴びることも多く、おそらく歴代の名騎手と呼ばれる人たちのなかでは、最も罵声を浴びた騎手ではないか」と述べている。また小島自身、「負ける時には、負けっぷりよく負けた方がいいと思うんです。3着を狙うレースをするより、勝つか、ドンジリに負けるかというレース。やっぱり大事なのは勝つっていうことですからね」と述べている。
市丸博司は、「全くの推論に過ぎないが、小島太騎手には、熱狂的なファンと完全なアンチファン、その2種類しかいないような気がする。中間派というのはあまり聞いたことがない」と述べ、そうしたギャップが生じる理由について「素人目にも分かるぐらいの凡ミス」による敗戦と、その一方にあった「ほとんど天才的と言えるぐらい」の勝利によって、「ファンはどんどん熱狂的になり、アンチファンはますますキライになるのだろう」と論じている。こうした二極化については小島自身も「ファンからしたら、日本一下手だと思う奴が半分で……。（中略）まあ、上手いと言ってくれる奴も半分いるかも知れないけど、その位の評価だと思うよ」と語っている。
境勝太郎は小島の騎乗ミスの例として、サクラホクトオーが最後の直線で外埒沿いまで斜行して5着に敗れた菊花賞や、コーナーを曲がり切れずに競走を中止したサクラエイコウオーの新馬戦などを挙げ、「太のおかげで何億円損したか分からない」、「調教師席の僕が何度倒れそうになったことか」、「ファンにとっては話題の多い、見ていて楽しいジョッキーだったかもしれないが、馬を託すこちらとしてはたまったものじゃない」などと、その騎乗への苦言を残している。一方で好騎乗の代表例として挙げるのが、サクラユタカオーで制した天皇賞（秋）と、サクラチヨノオーで制した日本ダービーである。小島に対して辛辣な言葉が多い境をして、これらの競走については「彼の完璧な騎乗で勝たせてもらったと感謝している。どちらも馬の実力以上のレースだった」と賛辞を送っている。また境は小島の美点に騎乗フォームを挙げ、「いまだにあれだけの格好で乗れる騎手は、そうはいない。馬に柔らかく当たって、負担を掛けずに軽く乗っている姿は見ためにもきれいだった。『太のあの姿勢だけは日本一だぞ。せっかくそばで見ているのだから、ああいう風に乗れるように勉強しろよ』僕はいつも弟子たちにそう言ったものだ」と述懐している。

## 人物
騎手時代の小島は公私に渡り「品行方正」という評価は皆無であった。境勝太郎は「呑んべえ野郎でどうしようもない。レースでも私生活でも、あんなにハラハラさせる奴はいない」と語り、小島も自らを「元祖・不良」と認じている。黒鉄ヒロシは「馬に乗ってても侠客の匂いがする」と評し、また大川慶次郎は「小島太の生き様は誰もが真似して成功する生き様じゃないんですよ」と語り、田原成貴は自身の騎手生活を省みて「太さんを見て、こんな生き方をしちゃいけないな、いけないなと思いながら、おんなじ様な生き方をしちゃったのが……失敗したよな」と述べた。
調教師になって以後は派手な遊びは鳴りを潜めている。本人曰く、騎手時代は「現実の自分とはまったく別の"騎手・小島太"というフィクションが独り歩きしていた」といい、厩舎開業以後は「裏方に徹することにした」と語っている。厩舎を自ら掃除するのが日課で「厩舎を訪ねてきた新米記者が、掃除中の小島太に対し『先生いますか?』と聞いてきた」「それまでプライベートでは無駄金の使い放題だったのに、厩舎経営になると水や電気は節約しろだの口を酸っぱくしていう」など、かつてのイメージとは180度異なる経営者としての顔を見せている。

## 関連する人物
全演植
全演植とは前述の通り騎手デビュー前から親交があり、その関係の深さは「親子以上」ともいわれた。全は小島を「太」と呼んで実子のように可愛がり、小島もまた全をオヤジと呼んだ。死の床にあっても小島の成績を気に掛けていたといわれる。また全は在日朝鮮人であったが、あるとき「朝鮮人であることでJRAとの間で何かあったとき、お前に迷惑を掛けるより帰化しようかと思っている」と漏らしたこともあったという。小島は全について「僕の裏側まで分かってくれる理解者でした。そして全さんも親や奥さんや兄弟に言えないことを僕に打ち明けてくれたところがあって、五分五分に理解し、五分五分に遊んでつき合えた最大の友であり親父でした」と述べている。
野平祐二
小島が騎手として強い影響を受けたのは野平祐二であった。「ごつい競馬をしていた時代に、ひとりだけかっこいい競馬をしていた」野平に憧れ、「野平祐二の真似をしようと思ってこの世界に入ってきた」と述べている、ヨーロッパ志向が強かった野平の影響を受けて自身もフランスで騎乗し、また競馬の奥深さ、面白さを積極的に発信しようとした野平に倣い、各種媒体にも積極的に登場した。
高木良三
師である高木良三について小島は「競馬界に入ったばかりの若い時期に、高木良三という素晴らしいホースマンと出会えたことは、幸運としか言いようがない」「私にとっての調教師の理想像」と高く評価し、その人柄や調教法、馬との接し方を間近でみた経験を、同じ調教師となった立場において「いまでは本当にかけがえのないものとなっている」と述べている。なお、息子・良太の「良」の字は親友である田島良保と高木良三の双方に掛けたものである。
岡部幸雄
騎手時代、小島は養成所の1期下で、長らくトップ騎手として活躍した岡部幸雄と不仲であるとも見られていた。しかし小島はこうした見方を一笑に付し、「そんな下らないことを書いてある雑誌を見たら、すぐに破ってゴミ箱に捨てることをお勧めする」と述べている。なお、小島が調教師として重賞、GI競走を初制覇した際は岡部が騎手を務めており、騎手生活終盤の岡部は毎日小島厩舎の調教に参加していたという。
大川慶次郎
競馬評論家で「競馬の神様」とも呼ばれた大川慶次郎と小島は、一般媒体において互いに名指しで批判的言動を行っていた。小島は著書において、大川が解説で「この馬だけはいりません」とコメントした馬（サクラシンボリ）を勝たせた競走を「会心のレース」として取り上げ、「八方美人的な予想よりは、大川慶次郎さんのような予想の方が潔いのだろうけど、そういう潔い方というのは、どうも、こっちがあまり大したことはないと思ってる馬を、過大評価してくれたりするね」と皮肉っている。一方の大川は、サクラローレルの引退式において、故障がちなローレルをGI競走を2勝するまでに育てた境勝太郎を差し置いて、小島が自ら表彰台に上がったことを問題視し「小島太という人間に疑いを持ちました」と述べた。また、太の次男である良太も、大川の死後10年以上が経った2011年に、自身のブログにおいて大川の生前の発言を「知識不足」と批判したことがある。

## 逸話

### 好角家
好角家（相撲ファン）として知られ、NHKの大相撲中継に出演したり、相撲の話題についてマスメディアから論評を求められることもある。相撲関係者とも親交が深く、なかでも第8代八角親方（第61代横綱・北勝海）とは飲み友達という。なお騎乗馬のサクラホクトオーは北勝海から、サクラチヨノオーは第58代横綱・千代の富士（第13代九重親方）から名前をもらっている。

### 最強馬
小島は騎手引退直後の1996年に、どうしても会いたい自身にとって特別な馬としてサクラロータリーの名前を挙げ、サクラロータリーが種牡馬生活を送っている静内スタリオンステーションを訪れた。サクラロータリーと再会すると、「無事なら確実に三冠を獲っていた」「天皇賞、有馬記念、全部勝ってたと思う」「本当の史上最強はこの馬」と述べ、「本当はお前が今までの中で一番強いんだよな」と語りかけている。

## 成績

### 騎手成績
通算成績（中央競馬のみ）
| 通算成績 | 1着   | 2着 | 3着 | 4着以下 | 騎乗回数 | 勝率 | 連対率 |
| -------- | ----- | --- | --- | ------- | -------- | ---- | ------ |
| 平地     | 1,018 | 934 | 870 | 5,638   | 8,460    | .120 | .231   |
| 障害     | 6     | 3   | 1   | 6       | 16       | .375 | .563   |
| 計       | 1,024 | 937 | 871 | 5,644   | 8,476    | .121 | .231   |

|            | 日付           | 競走名       | 馬名           | 頭数 | 人気 | 着順 |
| ---------- | -------------- | ------------ | -------------- | ---- | ---- | ---- |
| 初騎乗     | 1966年3月5日   | -            | オモダカ       | -    | -    | 10着 |
| 初勝利     | 1966年7月9日   | -            | アサヒオール   | -    | -    | 1着  |
| 重賞初騎乗 | 1966年11月6日  | 牝馬特別     | アサヒオール   | 10頭 | 7    | 7着  |
| 重賞初勝利 | 1967年5月13日  | 東京障害特別 | グローリターフ | 7頭  | 5    | 1着  |
| GI級初騎乗 | 1967年12月24日 | 有馬記念     | タマクイン     | 14頭 | 11   | 10着 |
| GI級初勝利 | 1978年5月28日  | 東京優駿     | サクラショウリ | 20頭 | 2    | 1着  |

年度別成績（中央競馬のみ）
※勝利数が斜体になっている年は関東リーディングを獲得したことを意味する。太字の競走名はグレード制が導入された1984年以降はGI競走を、1983年以前は八大競走を指す。
| 年     | 勝利数 | 騎乗数 | 勝率 | 重賞勝利騎乗馬（優勝競走） |
| ------ | ------ | ------ | ---- | --- |
| 1966年 | 11勝   | 125回  | .088 | |
| 1967年 | 37勝   | 271回  | .136 | グローリーターフ（東京障害特別・春） タマクイン（関屋記念、毎日王冠） |
| 1968年 | 23勝   | 168回  | .137 | ダイパレード（目黒記念・春） ハードウェイ（サンケイスポーツ賞4歳牝馬特別、クイーンステークス） |
| 1969年 | 13勝   | 197回  | .066 | |
| 1970年 | 37勝   | 257回  | .144 | |
| 1971年 | 32勝   | 277回  | .115 | トキノシンオー（新潟記念、毎日王冠） |
| 1972年 | 48勝   | 303回  | .158 | ランドジャガー（NHK杯） |
| 1973年 | 46勝   | 319回  | .144 | トーヨーアサヒ（ダイヤモンドステークス） レデースポート（サンケイスポーツ賞4歳牝馬特別） サクライワイ（函館3歳ステークス） |
| 1974年 | 21勝   | 269回  | .078 | タケホープ（アメリカジョッキークラブカップ） トーヨーアサヒ（アルゼンチンジョッキークラブカップ） サクライワイ（スプリンターズステークス）                                                                                               |
| 1975年 | 41勝   | 304回  | .134 | トウホーパール（サンケイスポーツ賞4歳牝馬特別） サクライワイ（安田記念、スプリンターズステークス） ハクチカツ（日本短波賞） ツアールターフ（福島記念）                                                                                   |
| 1976年 | 41勝   | 371回  | .110 | ヒシスピード（北海道3歳ステークス） タイホウヒーロー（目黒記念・秋） |
| 1977年 | 40勝   | 311回  | .128 | ヒシスピード（京成杯、東京4歳ステークス） |
| 1978年 | 44勝   | 307回  | .143 | シマノカツハル（日刊スポーツ賞金杯） サクラショウリ（東京4歳ステークス、東京優駿、セントライト記念） |
| 1979年 | 43勝   | 371回  | .116 | サクラショウリ（アメリカジョッキークラブカップ、目黒記念・春、宝塚記念） スリージャイアンツ（ダイヤモンドステークス） ビンゴガルー（皐月賞、京王杯オータムハンデキャップ） ホクセーミドリ（ラジオたんぱ賞） ユキフクオー（オールカマー） |
| 1980年 | 39勝   | 314回  | .124 | サクラシンゲキ（京王杯オータムハンデキャップ） サクラゴッド（スプリンターズステークス） |
| 1981年 | 59勝   | 415回  | .142 | サンエイソロン（スプリングステークス、NHK杯、京都新聞杯） サクラシンゲキ（京王杯オータムハンデキャップ） ピュアーシンボリ（ステイヤーズステークス）                                                                                      |
| 1982年 | 43勝   | 389回  | .110 | アズマカレー（シュンエイ記念、セイユウ記念） サンエイソロン（大阪杯） ピュアーシンボリ（ステイヤーズステークス） |
| 1983年 | 39勝   | 349回  | .111 | |
| 1984年 | 37勝   | 283回  | .130 | サクラシンボリ（エプソムカップ） ウルフケイアイ（セイユウ記念） |
| 1985年 | 35勝   | 309回  | .113 | サクラサニーオー（京成杯） サクラガイセン（アメリカジョッキークラブカップ） サクラユタカオー（共同通信杯4歳ステークス） ウルフケイアイ（セイユウ記念）                                                                                   |
| 1986年 | 43勝   | 307回  | .140 | サクラユタカオー（大阪杯、毎日王冠、天皇賞・秋） サクラサニーオー（アルゼンチン共和国杯） |
| 1987年 | 28勝   | 246回  | .113 | モガミヤシマ（NHK杯） サクラチヨノオー（朝日杯3歳ステークス） |
| 1988年 | 36勝   | 299回  | .120 | サクラチヨノオー（弥生賞、東京優駿） サクラホクトオー（朝日杯3歳ステークス） |
| 1989年 | 25勝   | 250回  | .100 | サクラホクトオー（セントライト記念） モガミチャンピオン（カブトヤマ記念） |
| 1990年 | 31勝   | 252回  | .123 | サクラホクトオー（アメリカジョッキークラブカップ） ビッグファイト（新潟3歳ステークス、京成杯3歳ステークス） |
| 1991年 | 26勝   | 261回  | .099 | シーキャリアー（七夕賞） |
| 1992年 | 29勝   | 227回  | .127 | サクラバクシンオー（クリスタルカップ） |
| 1993年 | 30勝   | 261回  | .115 | サクラバクシンオー（スプリンターズステークス） サクラセカイオー（エプソムカップ） |
| 1994年 | 25勝   | 230回  | .108 | サクラバクシンオー（スプリンターズステークス、ダービー卿チャレンジトロフィー、スワンステークス） サクラエイコウオー（弥生賞） サクラチトセオー（中山記念）                                                                               |
| 1995年 | 19勝   | 208回  | .091 | サクラチトセオー（天皇賞（秋）、アメリカジョッキークラブカップ） サクラキャンドル（エリザベス女王杯、クイーンステークス） サクラローレル（日刊スポーツ賞金杯） ロイヤルハーバー（群馬記念） ノーブルグラス（札幌スプリントステークス）   |
| 1996年 | 3勝    | 26回   | .115 | サクラスピードオー（京成杯、共同通信杯4歳ステークス） |

※年度別成績記録は『優駿』2007年9月号「名ジョッキー列伝・小島太」より

### 調教師成績
通算成績（中央競馬成績のみ）
| 通算成績 | 1着 | 2着 | 3着 | 4着以下 | 出走回数 | 勝率 | 連対率 |
| -------- | --- | --- | --- | ------- | -------- | ---- | ------ |
| 平地     | 307 | 294 | 275 | 2,298   | 3,174    | .097 | .189   |
| 障害     | 2   | 6   | 1   | 18      | 27       | .074 | .296   |
| 計       | 309 | 300 | 276 | 2,316   | 3,201    | .097 | .190   |

|            | 日付          | 競馬場・開催  | 競走名         | 馬名               | 頭数 | 人気 | 着順 |
| ---------- | ------------- | ------------- | -------------- | ------------------ | ---- | ---- | ---- |
| 初出走     | 1997年3月8日  | 1回中京3日12R | 5歳上500万下   | ペラリ             | 16頭 | 14   | 12着 |
| 初勝利     | 1997年3月9日  | 2回中山6日3R  | 4歳新馬        | ビックアイネス     | 16頭 | 1    | 1着  |
| 重賞初出走 | 1997年3月23日 | 3回中山2日11R | 日経賞         | マウンテンストーン | 10頭 | 2    | 2着  |
| GI初出走   | 1997年4月27日 | 3回京都4日10R | 天皇賞（春）   | サクラローレル     | 16頭 | 1    | 2着  |
| 重賞初勝利 | 2000年2月6日  | 1回東京4日11R | 共同通信杯4歳S | イーグルカフェ     | 11頭 | 4    | 1着  |
| GI初勝利   | 2000年5月7日  | 2回東京6日11R | NHKマイルC     | イーグルカフェ     | 18頭 | 2    | 1着  |

※勝利数・出走数・勝率は中央での成績。
| 年     | 勝利数 | 出走数 | 勝率 | 重賞勝利管理馬（優勝競走） |
| ------ | ------ | ------ | ---- | --- |
| 1997年 | 9勝    | 111回  | .081 | |
| 1998年 | 14勝   | 198回  | .071 | |
| 1999年 | 27勝   | 250回  | .108 | |
| 2000年 | 20勝   | 294回  | .068 | イーグルカフェ（共同通信杯4歳ステークス、NHKマイルカップ） |
| 2001年 | 32勝   | 288回  | .111 | マンハッタンカフェ（菊花賞、有馬記念） |
| 2002年 | 40勝   | 302回  | .132 | マンハッタンカフェ（天皇賞・春） イーグルカフェ（七夕賞、ジャパンカップダート） サクラプレジデント（札幌2歳ステークス）                                                         |
| 2003年 | 18勝   | 315回  | .057 | サクラプレジデント（札幌記念） |
| 2004年 | 40勝   | 308回  | .130 | サクラプレジデント（中山記念） メイショウムネノリ（兵庫チャンピオンシップ） アンブロワーズ（函館2歳ステークス） ストーミーカフェ（札幌2歳ステークス） プレシャスカフェ（CBC賞） |
| 2005年 | 31勝   | 307回  | .101 | ストーミーカフェ（共同通信杯） プレシャスカフェ（シルクロードステークス） |
| 2006年 | 37勝   | 306回  | .121 | |
| 2007年 | 21勝   | 268回  | .078 | |
| 2008年 | 20勝   | 254回  | .079 | |
| 2009年 | 24勝   | 281回  | .085 | |
| 2010年 | 27勝   | 302回  | .089 | アプリコットフィズ（クイーンカップ、クイーンステークス） アロマカフェ（ラジオNIKKEI賞）                                                                                         |
| 2011年 | 14勝   | 271回  | .052 | |
| 2012年 | 13勝   | 244回  | .053 | ミッドサマーフェア（フローラステークス） |
| 2013年 | 21勝   | 247回  | .085 | |
| 2014年 | 14勝   | 260回  | .054 | ディサイファ（エプソムカップ） |
| 2015年 |        |        |      | ディサイファ（中日新聞杯、札幌記念） ダービーフィズ（函館記念） |

受賞歴
- 優秀調教師賞（関東）3回（2002年、2004年、2006年）

※成績記録、受賞歴は日本中央競馬会サイト：調教師名鑑「小島太」より

## 主な厩舎所属者
※太字は門下生。括弧内は厩舎所属期間と所属中の職分。
- 小島良太（1997年-2018年 調教厩務員、調教助手）
- 松本重春（1997年-2011年 調教厩務員）
- 蛯沢誠治（2000年-2003年 調教助手）
- 橋本広喜（2003年-2004年 調教助手）
- 小島太一（2005年-2007年、2008年-2018年 騎手）
- 松田幸吉（2006年-2010年 調教厩務員）
- 吉永護（2009年-2018年 調教助手）

## 関連著作
著書
- 『競馬八方破れ 言いたい放題』（ベストブック、1993年）
- 『馬を走らせる』（光文社新書、2006年）

映像
- 『小島太 -我が騎手人生-』（ポニーキャニオン、1996年）